# If I'm Lucky (film)

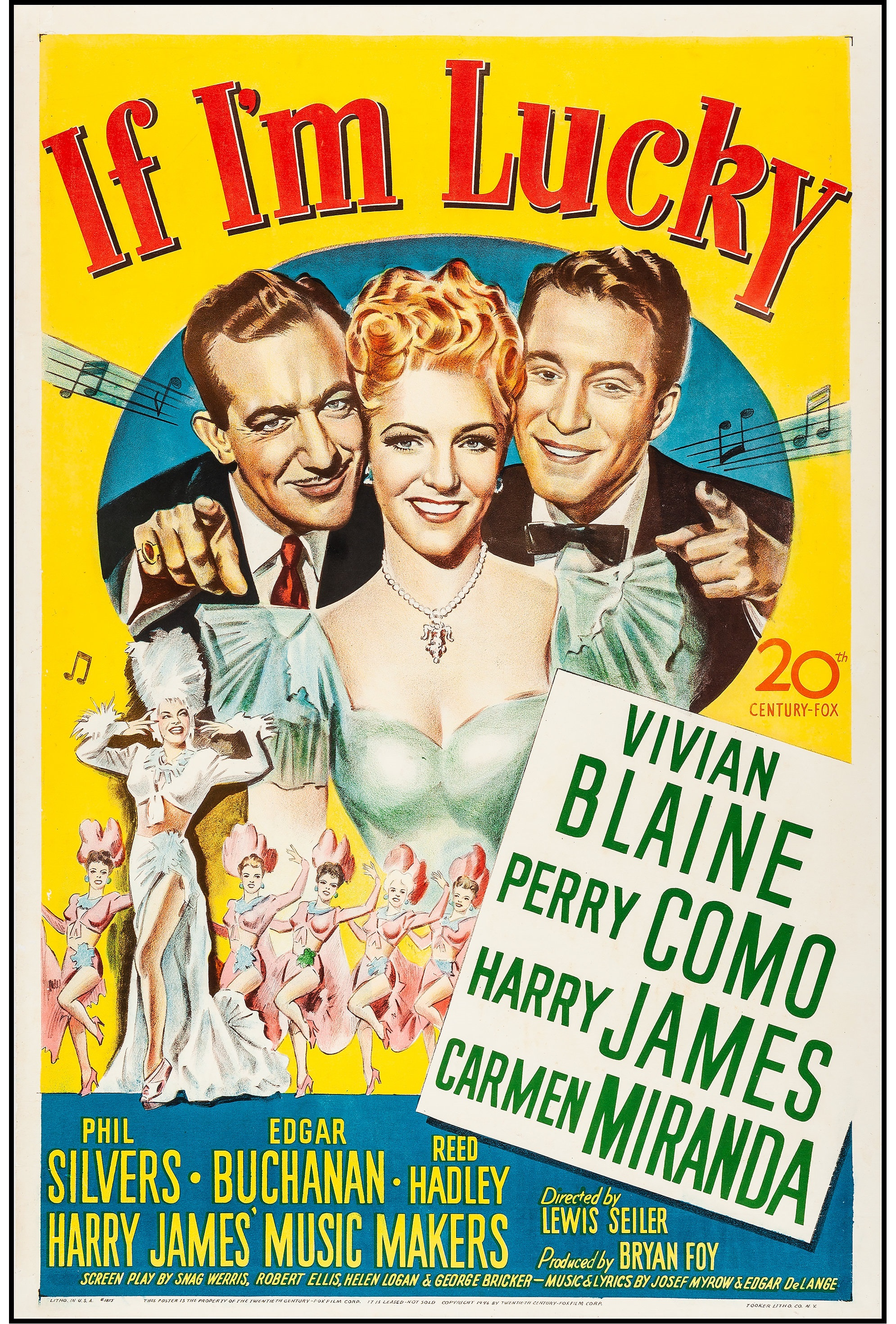

If I'm Lucky è un film del 1946 diretto da Lewis Seiler.
È il remake di Thanks a Million di Roy Del Ruth, un film del 1935 prodotto dalla 20th Century Pictures che aveva come interpreti Dick Powell e Ann Dvorak.

## Trama
Wally Jones, agente di un gruppo orchestrale, procura alla band un'audizione con Gillingwater, il presidente della Titan Tire Company, a Centerville. Quando però gli orchestrali arrivano nella cittadina, scoprono che Gillingwater ha già ingaggiato Benny Goodman. A corto di denaro, i musicisti si prestano a suonare in cambio di un pasto gratis durante il discorso di un candidato politico. Il pubblico, che fino a quel momento si era dimostrato disattento e annoiato, viene coinvolto dalle musiche della band e dalla voce di Linda, la bella cantante, tanto da attirare l'attenzione di Magonnagle, l'uomo politico, che assume l'orchestra per accompagnarlo durante la sua campagna elettorale.
Durante il tour, a una sosta, il compositore Allen Clark vende una sua canzone a Earl, il leader della band. Il suo scopo principale, però, è quello di entrare a far parte dell'orchestra come cantante, scopo che raggiunge quando alla fine Wally decide di assumerlo. Un giorno, per salvare la situazione a un raduno dove Magonnagle è troppo ubriaco per parlare, Allen scrive un breve discorso a suo nome. Mark Dwyer, uno dei membri del corrotto comitato per le elezioni governative, ritira Magonnagle sostituendolo con Allen. Il musicista cerca di rifiutare ma Wally lo convince che sarà una buona pubblicità per la sua carriera di cantante. Dwyer approfitta dell'impreparazione del giovane e, dopo avergli presentato alcuni lobbysti, lo coinvolge nei loro maneggi che favoriscono la rielezione del losco Quilby, il governatore uscente.
Wally, intanto, dopo che Gillingwater ha chiesto alla band di lavorare per lui per il suo programma radiofonico, riesce a spuntare un contratto di diecimila dollari a settimana per trentanove settimane con il presidente della Titan Tire Company. Allen scopre con sconcerto che, secondo i sondaggi, avrebbe potuto vincere lui le elezioni. Ricattato da Dwyer, teme che anche la band possa restare coinvolta in qualche scandalo. Nel frattempo, Magonnagle accusa Allen di essere al servizio di Dwyer e dei suoi compari, spingendo Linda a lasciarlo insieme all'orchestra. Nel suo discorso di chiusura, Allen denuncia le sporche manovre politiche di Dwyer e compagni: la band, che lo sente alla radio, decide di tornare indietro per aiutarlo contro Dwyer. Presolo a bordo del pullman, i musicisti scappano inseguiti dalla polizia per scoprire, poi, che i poliziotti volevano solo informare Allen che Quilby si è dimesso, facendolo vincere le elezioni. Gli orchestrali, allora, convincono Allen che lui può essere nel contempo sia governatore che cantante.

## Produzione
Il film, prodotto dalla Twentieth Century Fox Film Corporation, venne girato in interni ai 20th Century Fox Studios al 10201 di Pico Blvd., a Century City (Los Angeles) con i titoli di lavorazione That's for Me e You're for Me.
Le riprese durarono da metà aprile a inizio giugno 1946.
L'ultima scena che venne girata fu il numero musicale La batucada, fotografato da Joseph La Shelle.
Il film segna la fine del rapporto di lavoro di Carmen Miranda con la Fox. Alcuni biografi della diva suggeriscono che il contratto possa essere stato rescisso dalla stessa Miranda, stanca dei ruoli stereotipati che le venivano affidati. Per la casa di produzione, fu anche l'ultimo film girato da Perry Como.

### Musica
La colonna sonora è di David Buttolph e di Cyril J. Mockridge il cui nome però non appare nei credit del film. Le musiche furono orchestrate da Maurice De Packh e da Edward B. Powell ed eseguite sotto la direzione musicale di Emil Newman. Le scene danzate portano la firma del coreografo Kenny Williams.

#### Canzoni
- Follow the Band - musica di Josef Myrow, parole di Edgar De Lange
  - Eseguita da Phil Silvers, Carmen Miranda, Vivian Blaine e Harry James
  - eseguita da Phil Silvers, Carmen Miranda, Vivian Blaine, Perry Como e Harry James
- If I'm Lucky - musica di Josef Myrow, parole di Edgar De Lange
  - Eseguita da Perry Como
  - eseguita da Perry Como e Vivian Blaine
  - eseguita da Harry James (strumentale)
  - eseguita da Vivian Blaine
- One More Kiss - musica di Josef Myrow, parole di Edgar De Lange
  - Eseguita da Perry Como
- Bet Your Bottom Dollar - musica di Josef Myrow, parole di Edgar De Lange
  - Eseguita da Vivian Blaine e Carmen Miranda
- Batucada - musica di Josef Myrow, parole di Edgar De Lange (testo portoghese di Aloysio Oliveira
  - Eseguita da Harry James e Carmen Miranda
- One More Vote - musica di Josef Myrow, parole di Edgar De Lange
  - Eseguita da Perry Como

## Distribuzione
Il copyright del film, richiesto dalla Twentieth Century-Fox Film Corp., fu registrato il 31 agosto 1946 con il numero LP619.
Distribuito dalla Twentieth Century Fox Film Corporation, il film uscì nelle sale cinematografiche USA il 2 settembre 1946.